# Roberto Massimo
Roberto Massimo (ur. 12 października 2000 w Akrze) – niemiecki piłkarz włoskiego pochodzenia występujący na pozycji pomocnika w polskim klubie Górnik Zabrze oraz w reprezentacji Niemiec do lat 21. Wychowanek Arminii Bielefeld.